# رحبعام زئیفی
رحبعام زئیفی (عبری: רחבעם זאבי‎  ; 20 ژوئن ۱۹۲۶–۱۷ اکتبر ۲۰۰۱) ژنرال و سیاستمدار اسرائیلی بود که حزب ملی‌گرای راستگرای مولدت را تأسیس کرد که عمدتاً از انتقال جمعیت حمایت می‌کرد.
او توسط حمدی قرعان از گردان‌های ابوعلی مصطفی جبهه خلق برای آزادی فلسطین (PFLP) به انتقام ترور ابوعلی مصطفی، دبیرکل این جبهه توسط اسرائیل کشته شد.

## زندگینامه

### ترور

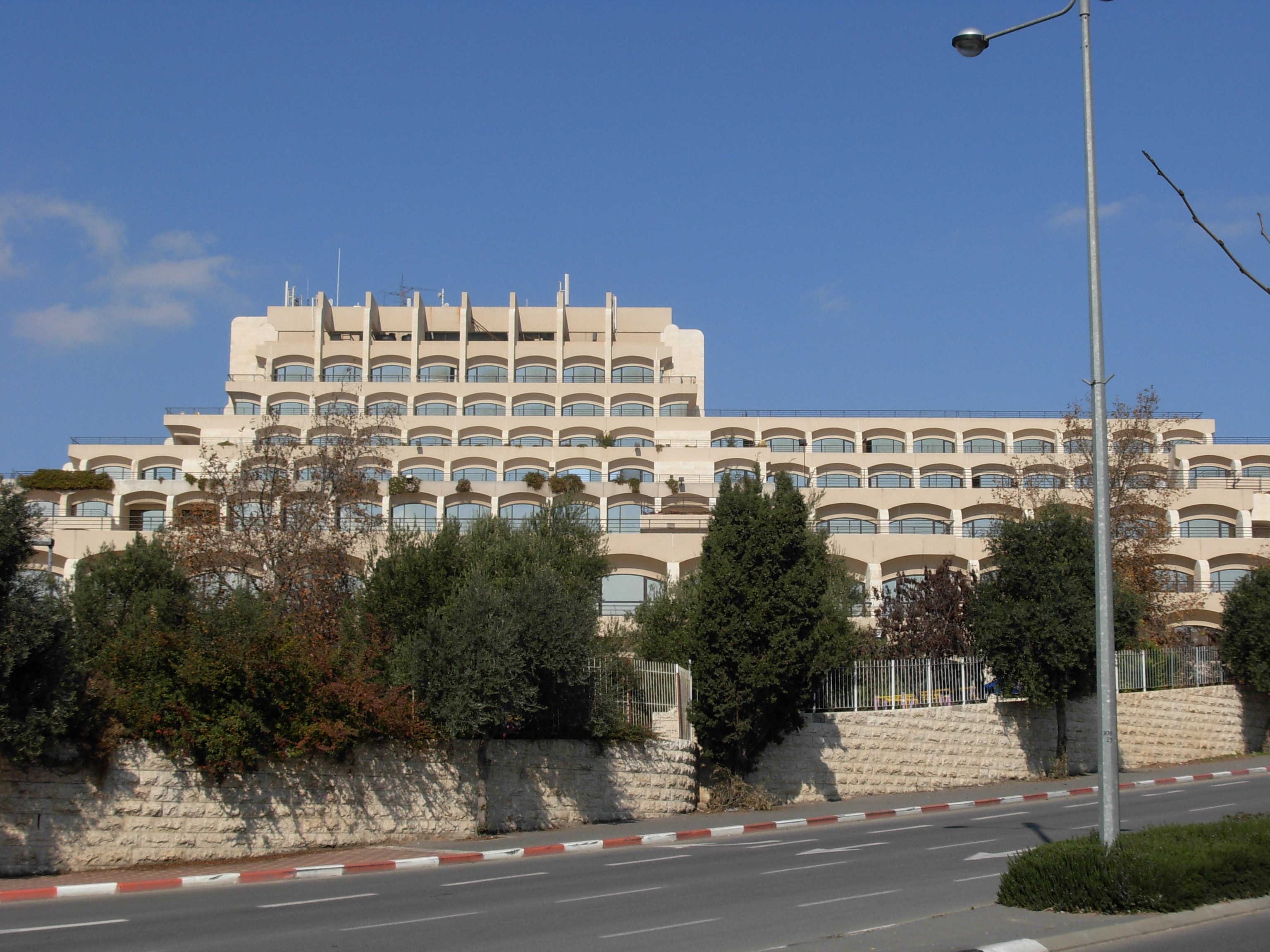
هتل‌هایت، کوه اسکوپوس

زیوی در ۱۷ اکتبر ۲۰۰۱ در هتل دان اورشلیم، که در آن زمان، هتل هایت اورشلیم نامیده می‌شد، در کوه اسکوپوس در ۱۷ اکتبر ۲۰۰۱ توسط چهار مرد مسلح فلسطینی هدف گلوله قرار گرفت. او به بیمارستان مرکز پزشکی هداسا منتقل شد و قبل از ۱۰ صبح درگذشت. او در قبرستان نظامی در کوه هرتسل در اورشلیم به خاک سپرده شد. جبهه خلق برای آزادی فلسطین مسئولیت این قتل را برعهده گرفت و اعلام کرد که این قتل در انتقام ترور ابوعلی مصطفی دبیرکل آنها بود که توسط اسرائیل در اوت همان سال کشته شد. اسرائیل مدعی است که احمد سعادت دستور قتل زئیفی را صادر کرده‌است. هزاران نفر در تشییع جنازه او شرکت کردند. چهار مرد مسلح به نام‌های حمدی قرعان، بازل الاسمار، مجدی رحیمه ریماوی و احد اولما به تشکیلات خودگردان فلسطین گریختند. اسرائیل یاسر عرفات را در محوطه رام‌الله تحت محاصره قرار داد تا مظنونان را به زور تحویل دهد. در آوریل ۲۰۰۲، ایالات متحده طرحی را میانجی گری کرد که به جای آن، مظنونان در اریحا زندانی می‌شدند. این چهار قاتل به همراه احمد سعادت، رئیس جبهه مردمی آزادی فلسطین (PFLP) دستگیر شدند. آنها در زندانی در اریحا زندانی شدند و توسط نیروهای آمریکایی و انگلیسی محافظت می‌شدند. در ۱۴ مارس ۲۰۰۶، نگهبانان آمریکایی و بریتانیایی زندان را به اتهام عدم پایبندی تشکیلات خودگردان فلسطین به توافق منعقده با اسرائیل ترک کردند. اسرائیل سپس عملیات «به خانه آوردن کالاها» را آغاز کرد که در آن به زندان اریحا یورش برد و پنج نفر را به چنگ آورد.

## دیدگاه‌های سیاسی
چند روز پس از جنگ شش روزه، زئیفی طرحی را برای ایجاد یک کشور فلسطینی به نام دولت اسماعیل به پایتختی نابلس ارائه کرد. وی از رهبران اسرائیل خواست تا هر چه زودتر این کشور را ایجاد کنند و مدعی شد: «حکومت نظامی طولانی اسرائیل به دلیل گام‌های عینی که باید به منظور تأمین نظم و امنیت برداشته شود، نفرت و ورطه بین ساکنان کرانه باختری و اسرائیل را گسترش خواهد داد.»
زئیفی بعداً از انتقال جمعیت با توافق ۳٫۳ میلیون نفر از ساکنان کرانه باختری و غزه به کشورهای عرب حمایت کرد. او معتقد بود که این امر می‌تواند با دشوار کردن زندگی انجام شود، تا آنها خودشان، یا از طریق استفاده از نیروی نظامی در زمان جنگ، یا با توافق با کشورهای عربی، جابه‌جا شوند. در ژوئیه ۱۹۸۷، زئیفی ایده‌های خود را در یک مجمع در تل آویو ارائه کرد و این طرح را انتقالی داوطلبانه و تنها راه صلح با اعراب توصیف کرد. پس از تهاجم عراق به کویت در سال ۱۹۹۰، زئیفی پیشنهاد انتقال فلسطینی‌ها به سمت شرق رود اردن را داد تا به عنوان منطقه حائل در برابر هرگونه تلاش عراق برای حمله به اسرائیل عمل کند.
زئیفی در یک مصاحبه رادیویی در ژوئیه ۲۰۰۱ اظهار داشت که ۱۸۰۰۰۰ فلسطینی به‌طور غیرقانونی در اسرائیل کار و زندگی می‌کنند. او آنها را «سرطان» توصیف کرد و گفت که اسرائیل باید خود را از شر کسانی که شهروند اسرائیلی نیستند خلاص کند «همانطور که شما از شر شپش خلاص می‌شوید.» او خواستار محروم کردن شهروندان عرب که در ارتش خدمت نکرده‌اند از حق رای شد. او معتقد بود که اردن از نظر تاریخی متعلق به اسباط اسرائیل - گاد، رئوبن و منسی است. زئیفی ااز آریل شارون، نخست‌وزیر اسرائیل خواست تا «تشکیلات خودگردان فلسطین را خراب کند» و یاسر عرفات، رهبر ساف را ترور کند.

## میراث و بزرگداشت
در ژوئیه ۲۰۰۵، کنست قانونی را برای بزرگداشت یاد زئیفی تصویب کرد. مسیر ۹۰ به افتخار او به جاده گاندی تغییر نام داد. پیاده راه ایلات به نام او نامگذاری شده و مجسمه ای در اندازه واقعی از او نیز در آنجا وجود دارد. شهرک محلی مرهاو ام و شهرک معال رهاوام در کرانه باختری نیز نام او را یدک می‌کشند.